# Ziad Nakhala
Ziad Nakhala (Arabisch: زياد نخالة) (Khan Younis, 6 april 1953), voluit Ziad Rashdi Nakhala en ook wel Abu Tarek genoemd, is secretaris-generaal van de Palestijnse Islamitische Jihad (PIJ). Hij werd verkozen op 28 september 2018 en volgde daarbij Ramadan Salah op. Daarvoor was Ziad plaatsvervangend secretaris-generaal van de PIJ.

## Betrokkenheid met Palestijns-Israëlische conflicten
In 1971 werd hij door Israël gearresteerd wegens vermeende betrokkenheid bij terreurdaden. Hij werd veroordeeld tot een levenslange gevangenisstraf maar in 1985 na veertien jaar vrijgelaten als onderdeel van een gevangenenruil. Na zijn vrijlating gaf het hoofd van de Palestijnse Islamitische Jihad, Fathi Shakaki, hem de opdracht om een militaire tak op te richten, de "Al-Qudsbrigade". Vanwege zijn activiteiten in de Eerste Intifada werd hij in april 1988 opnieuw door Israël gearresteerd en naar Libanon gedeporteerd, waar hij de vertegenwoordiger van de organisatie was, en door de jaren heen woonde hij afwisselend in Syrië en Libanon. In 2011, met het uitbreken van de burgeroorlog in Syrië, vestigde hij zich in Libanon.
In oktober 1995, na de moord op Fathi Shakaki, werd Nachala gekozen tot plaatsvervangend secretaris-generaal. In januari 2014 plaatste het Amerikaanse ministerie van Buitenlandse Zaken Nachala op de lijst van terroristen.

#### 2014
Nakhala nam deel aan de besprekingen van de Egyptenaren met de Palestijnse organisaties om een staakt-het-vuren te bereiken in Operatie Pillar of Defense. In Operatie Protective Edge werd ook het huis van zijn familie in Gaza aangevallen, waarbij zijn schoonzus en haar zoon werden gedood.

#### 2018
Op 28 september 2018 volgde Nakhala de PIJ-leider Ramadan Shalah op, die na een hartoperatie in ernstige toestand verkeerde. Nakhala hield zijn eerste toespraak na zijn verkiezing in de Gazastrook op 5 oktober 2018. Nakhala reist vaak tussen Libanon en Syrië, waarbij hij zijn hoofdkwartier in Beiroet heeft gevestigd.